# Avere Ventanni
Avere Ventanni è una serie di documentari trasmessi da MTV Italia a partire dall'inverno del 2004. L'ultima edizione è andata in onda su LA7 nel 2007. Il programma è stato ideato e condotto da Massimo Coppola, diretto dallo stesso Coppola con Giovanni Giommi e Alberto Piccinini e montato da Latino Pellegrini.

## Il programma
Il programma scopre aspetti sotterranei della realtà dei ventenni degli anni 2000. La troupe capeggiata da Massimo Coppola sceglie di volta in volta un preciso obiettivo. In ogni puntata una storia, un ambiente, una città, dei personaggi normali che cercano di raccontarsi in maniera del tutto spontanea.
Tutte le puntate delle prime tre stagioni, ad eccezione delle quattro che compongono il ciclo Politica zero nella terza, sono state raccolte in un cofanetto (5 DVD e un libro) pubblicato nel novembre del 2010; il libro è un diario di lavorazione delle puntate, con un'introduzione di Antonio Campo Dall'Orto, direttore generale di MTV Italia all'epoca della trasmissione, e un inserto fotografico.
Il titolo del programma fa riferimento al film del 1978 Avere vent'anni di Fernando Di Leo, con Gloria Guida e Lilli Carati.

## Le edizioni

### Prima serie
Trasmessa dal 7 dicembre 2004 al 15 gennaio 2005:
1. Nouvelle vague
2. China Snack Bar
3. Il senso della vita
4. Il giorno delle elezioni suppletive
5. Sono un soldato di merda
6. Quanti pianti
7. Figli delle stelle
8. Mychael
9. The Dreamers
10. You Know, John
11. Piutost che nient mej piutost
12. Ma questo viene trasmesso?
13. Mi sono innamorata di quel divano
14. I capi non sanno lavorare
15. La classe operaia va in paradiso
16. Sto ancora elaborando un giudizio su tutti questi anni
17. Feng shui
18. Streetboy

### Seconda serie
Trasmessa dal 22 marzo al 30 aprile 2005:
1. Il sogno della mia vita
2. La rata del Pajero
3. Quello che c'è da fare faccio
4. No Life Without Wife
5. La foto del benessere
6. Paga il suocero
7. Valutazione del marchio Ikea
8. Tanto è tutto mio
9. Noi guardiamo con disprezzo talune dottrine d'oltralpe
10. Mio padre penso di poterlo definire il mio dio
11. Non finisce mai
12. La disperazione fa brutti scherzi
13. Amici giovani
14. Il forum dei giovani piromani di vita
15. Padre Pio per me è tutto
16. Prova di amplificazione
17. Aspetti cosa?
18. Un momento non lucido
19. Nudo ero e nudo son rientrato
20. Se ti vuoi ammazzare ci vuole poco

### Terza serie
Andata in onda a partire da aprile 2006, dal lunedì al giovedì, dalle 19.30 alle 20.00 su MTV; il sabato alle 20.30 serata speciale, intitolata Avere Ventanni Raccolta.
- Politica zero - in onda dal 17 al 20 aprile 2006

Avere Ventanni segue, alla vigilia delle elezioni politiche del 9 e 10 aprile 2006, quattro fra i candidati più giovani: Giorgia Meloni di Alleanza Nazionale, 29 anni di Roma, segretario nazionale di Azione Giovani, poi diventata la prima donna a ricoprire la carica di Presidente del Consiglio; Arturo Scotto Democratici di Sinistra, 28 anni di Torre del Greco; Mara Carfagna di Forza Italia, 30 anni di Salerno; Francesco Caruso di Rifondazione Comunista, 30 anni di Benevento.
- Milano Is No People - in onda dal 24 al 27 aprile 2006

L'emarginazione nelle grandi città italiane.
- Il ricco, il povero, il cristiano, il musulmano - in onda dal 1 al 4 e dall'8 all'11 maggio 2006

La città di Sharm el-Sheikh del dopo attentato, vista attraverso gli occhi degli italiani e degli egiziani che ci vivono; l'Islam in Italia, visto da giovani islamici che hanno deciso di vivere nella nostra penisola.
- Lavorare tutti, lavorare meno - in onda dal 15 al 18 maggio

Il lavoro in una famosa multinazionale statunitense e il lavoro a Messina, con il racconto di giovani impiegati ed imprenditori alla caccia di lavoro nel sud d'Italia.

### Quarta serie
Tre puntate da 40 minuti trasmesse nel 2007 da LA7
- Europiani
- Perché dovrei ridere

La vita in un campo rom alle porte di Milano.
- I Love Italy

I rapporti tra i militari americani della base Dal Molin a Vicenza e la popolazione locale.

## La sigla
La sigla del programma è Length of Love degli Interpol, tratta dall'album Antics.